# Hipareta
Hipareta (griego: Ἱππαρέτη) era la hija de Hipónico II, un rico ateniense. Se casó con el prominente estadista y general ateniense Alcibíades.
Según Plutarco, quien es sin embargo criticado por usar "historias improbables o poco fiables" para construir el retrato de Alcibíades, Alcibíades "humilló a Hipónico, cuyo nacimiento y riqueza hicieron de él una persona de gran influencia". Esta acción recibió mucha desaprobación, puesto que no era "provocado por ninguna pasión o pelea entre ellos". Para solucionar el incidente, Alcibíades se fue a casa de Hipónico y, Alcibíades, ante lo injustificado del trato que recibía de su futuro suegro, va hasta él, "se desnuda y pide ser castigado", pues asume que ha cometido una falta sin saberlo siquiera". Hipónico no sólo le perdonó sino que también le dio la mano de su hija.
Según otra versión de esta historia también expuesta por Plutarco, no fue Hipónico, sino Calias, su hijo, quien dio Hipareta a Alcibíades, con una dote de diez talentos; "y que después, cuando fue madre, Alcibíades exigió otros diez talentos aparte, con el pretexto de que ése era el acuerdo, si nacían niños. Y Calias tenía tanto miedo de las intrigas de Alcibíades, para conseguir su riqueza, que hizo una oferta pública al pueblo de su propiedad y su casa en caso de que muriera sin herederos en línea directa".
Según Plutarco, Hipareta amaba a su marido, pero intentó divorciarse de él, porque Alcibíades se juntaba con hetairas. Según Plutarco, en su aparición pública para respaldar su petición de divorcio al magistrado, como la ley requería que "Alcibíades se acercara y la cogiera y la llevara a casa con él a través del mercado, ningún hombre se opusiera a que la llevara con él". Vivió con él hasta su muerte y dio a luz a probablemente dos niños, una hija y un hijo, también llamado Alcibíades.

## Citaciones
1. ↑  D. Gribble, Alcibiades and Athens, 30
2. 1 2 3  Plutarco, Alcibíades, 8

- Datos: Q2894230